# Kamil Majkowski
Kamil Majkowski, né le 4 février 1989 à Maków Mazowiecki, est un footballeur polonais. Il est attaquant au Znicz Pruszków.

## Carrière
- 2006-2008 :  Legia Varsovie
- 2008 :  Wisła Płock
- 2009 :  Legia Varsovie
- 2009- :  Znicz Pruszków

### Palmarès
- Vice-Champion de Pologne : 2008, 2009
- Coupe de Pologne : 2008
- Supercoupe de Pologne : 2008